# Hypsoblennius maculipinna
Hypsoblennius maculipinna is een  straalvinnige vissensoort uit de familie van naakte slijmvissen (Blenniidae). De wetenschappelijke naam van de soort is voor het eerst geldig gepubliceerd in 1903 door Regan.
De soort staat op de Rode Lijst van de IUCN als Onzeker, beoordelingsjaar 2008.